# Дэй-Сечен
Дэй-Сечен, Дай-нойон (монг. Дэй Сэцэн) — предводитель унгиратов в середине XII — начале XIII века. Его дочь Бортэ была старшей женой Тэмуджина-Чингисхана, и только рождённые от неё дети и их потомки могли наследовать высшую власть в Монгольской империи и носить родовой титул Чингизидов.

## Имя и происхождение
Эпитет «сечен» (монг. сэцэн) переводится как «мудрый»; по «Сокровенному сказанию монголов», это прозвание также носили Тумбинай — прапрадед Чингисхана, и Хуилдар — правитель мангутов. Под этим прозвищем упоминается и Джамуха — сначала побратим, а потом главный противник Чингиса в объединении монгольских племён.
По Рашид ад-Дину, у Дэй-Сечена было трое детей: сыновья Алчи и Хуку и дочь Бортэ. Сыновьями брата Дэй-Сечена Даритая (не следует путать с дядей Чингисхана Даритай-отчигином) были Ката (Катай), Буюр (Букур), Такудар и Джуйкур (Шунгур); некоторые из их потомков стали зятьями ханов Монгольской империи Угедэя, Менгу и Хубилая. Супруги Хубилая Чаби и Намби также происходили из рода Дэй-Сечена.

## Биография
Согласно «Сокровенному сказанию монголов», когда Тэмуджину было девять лет, его отец Есугей отправился искать ему невесту из племени олхонут (откуда происходила его старшая жена Оэлун). Случайно встреченный по дороге Дэй-Cечен предложил посватать за Тэмуджина свою десятилетнюю дочь Бортэ.
В отличие от «Сокровенного сказания», по одному из приведённых в «Сборнике летописей» рассказов, Дэй-Сечен не желал сватовства Тэмуджина и Бортэ, но оно всё же состоялось благодаря стараниям Алчи. Как бы то ни было, девочка понравилась Есугею, и он оставил сына «в зятьях» у Дэй-Сечена. Однако, отравленный на обратном пути татарами, Есугей перед смертью попросил одного из своих нукеров, Мунлика, поехать к унгиратам и забрать Тэмуджина домой. В дальнейшем, когда Тэмуджин вырос, он всё же женился на своей наречённой Бортэ. Приданым Бортэ стала роскошная соболья доха, которую Тэмуджин несколько позже преподнёс кереитскому хану Тоорилу, заручившись таким образом поддержкой со стороны влиятельного вождя.
По другому рассказу из «Сборника летописей», после объединения вокруг Джамухи и провозглашения его гурханом в 1201 году подвластные племена (хатагины, салджиуты, дурбэны, унгираты и татары) приняли решение выступить против Тэмуджина. Однако Дэй-Сечен предупредил того о готовящемся походе, и в сражении у озера Буир-Нор объединённое войско Тэмуджина и Тоорила разбило коалицию Джамухи.

## В культуре
Дэй-Сечен стал персонажем романа И. К. Калашникова «Жестокий век» (1978).